# Veulen (Heers)
Veulen (Frans: Fologne) is een dorp in de Belgische provincie Limburg, en een deelgemeente van de gemeente Heers. Het was een zelfstandige gemeente tot het bij de fusie van 1971 toegevoegd werd aan de gemeente Heers. In de 17e en 18e eeuw was het een der redemptiedorpen; het behoorde tot 1795 de Republiek der Zeven Verenigde Nederlanden toe.
Veulen is een Haspengouws landbouwdorp net ten noorden van de dorpskom van Heers langs de weg naar Borgloon. Door zijn ligging ontwikkelt het dorp zich stilaan tot een woondorp en neemt de bevolking er nog licht toe, in tegenstelling met de omliggende dorpen.

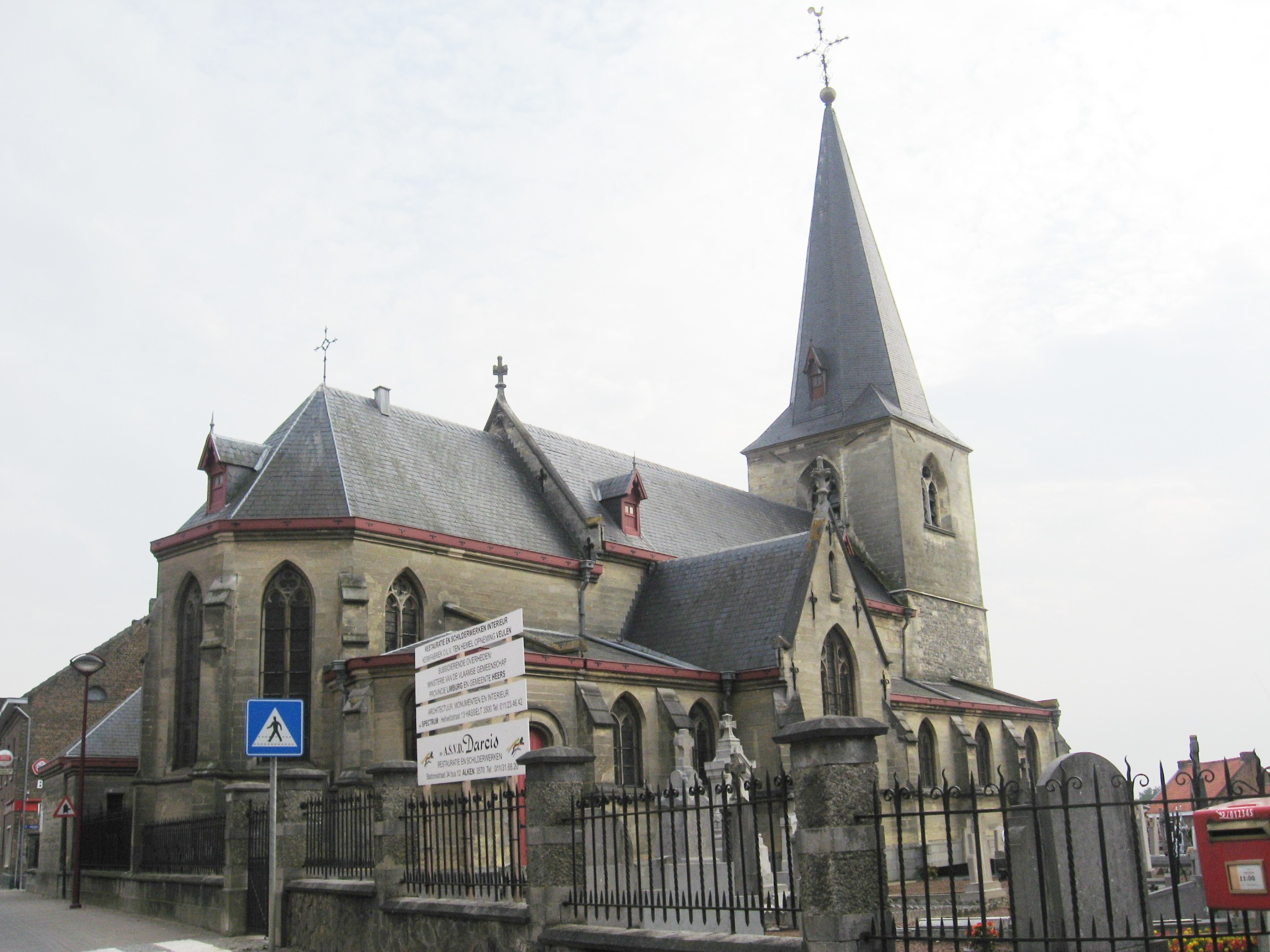
De Onze-Lieve-Vrouw Tenhemelopnemingskerk

## Etymologie
Veulen werd in 1099 voor het eerst vermeld als Follonia, in 1180 als Folon, in 1300 als Voelne, in 1440 als Voellen en Follogne. De herkomst van de naam is onduidelijk, verondersteld wordt dat het zou komen van folumnia, wat overvloed betekent. Het zou dan op vruchtbare grond betrekking hebben.

## Geschiedenis
Er werden resten van een Romeinse nederzetting gevonden. Hierbij werden scherven en munten aangetroffen, de jongste zijn uit de tijd van Antoninus Pius, die tot 161 Romeins keizer was.
In de middeleeuwen had de Duitse keizer belangrijke bezittingen in Veulen. Filips van Zwaben gaf het in leen aan de Hertog van Brabant. Dit werd in 1219 bekrachtigd. Aldus werd Veulen na de Vrede van Munster (1648) een redemptiedorp, behorend tot de Republiek der Verenigde Nederlanden. In 1795 kwam, met de inlijving door Frankrijk, aan deze status een einde.
De Hertogen van Brabant gaven de heerlijkheid uit. Jan van Gutschoven is de oudst bekende leenman, vermeld in 1370. Hij was tevens burggraaf van Borgloon. In 1444 kwam de heerlijkheid in bezit van het Huis Merode; in 1572 van de familie Van Berlo; in 1599 van d'Argenteau; in 1690 van De Mercy; in 1712 van De Villers, en in 1734 van De Mercy-Argenteau. Laatstgenoemde familie verbleef vrijwel nooit in Veulen. In 1809 werd het kasteel, door François-Joseph-Charles-Marie De Mercy-Argenteau verkocht aan de familie De Donnea.
In de 16e en 17e eeuw moest Veulen zijn gemene gronden verkopen, omdat legertroepen van diverse pluimage schattingen eisten.
De Veulenaren behoorden tot de parochie van Heers, om in 1450 een zelfstandige parochie te worden. Het tiendrecht was in bezit van de Sint-Laurentiusabdij te Luik.
Veulen is altijd een landbouwdorp geweest. Industrie is er nooit gekomen. Tegenwoordig is het vooral ook een forenzendorp.

## Demografische ontwikkeling
- Bronnen:NIS, Opm:1831 tot en met 1961=volkstellingen

## Bezienswaardigheden
- De Onze-Lieve-Vrouw-ten-Hemelopnemingkerk heeft een gotische middenbeuk uit 1460. De toren heeft een nog oudere gotische onderbouw uit de 13de eeuw. In 1911 werd de kerk volledig gerestaureerd en uitgebreid. De twee zijbeuken werden afgebroken en vervangen door nieuwe zijbeuken in neogotische stijl. Ook het koor werd bij die gelegenheid vervangen door een groter koor. In 1935 werd het oude gedeelte van de kerk als een van de allereerste Vlaamse kerken beschermd als monument. In 1999 werd de rest van de kerk eveneens beschermd.
- Het omringende kerkhof werd in 1999 beschermd als dorpsgezicht.
- Langs de steenweg liggen twee aangrenzende boerderijen uit de 18de eeuw. Ze werden beiden in 2006 beschermd als monument. De omgeving ervan werd eveneens beschermd als dorpsgezicht.
- Het Kasteel van Veulen, dat er vanaf 1745 uitziet zoals nu. Daarvoor is de geschiedenis onzeker. Delen van het gebouw dateren van ruim voor die tijd, sommige waarschijnlijk zelfs van de middeleeuwen. Het kasteel werd in 1960 beschermd als monument en het park als landschap. Tijdens de feodale periode werd Veulen bestuurd door de heer of dame van Veulen, die in het kasteel zetelde. De meest bekende heer van Veulen is graaf Florimond de Mercy-Argenteau (1727-1794). Hij was Oostenrijks ambassadeur aan het Franse hof van koning Lodewijk XVI en vertrouweling van koningin Marie Antoinette. De laatste 4 jaren van zijn leven verbleef hij regelmatig in Veulen.

## Natuur en landschap
Veulen ligt in Droog-Haspengouw. Ten westen van Veulen stroomt de Heerse Beek in  noordelijke richting, om bij Mettekoven in de Herk uit te monden. Het kasteel met park ligt in het dal van deze beek. De hoogte varieert van 52 meter in het beekdal tot 97 meter op de schiervlakte, waar zich vooral open landbouwgebied bevindt.

## Nabijgelegen kernen
Gutschoven, Horpmaal, Heers